# Виклик (телесеріал)
«Виклик» — український телесеріал, створений «IVORY films» та «Теле Про» за підтримки Державної служби України з надзвичайних ситуацій, а також телеканалів «Україна» й «ICTV2».

## Трансляція
Зйомки відбувалися в Києві та Київській області, 10 серій 2 сезону було відзнято в Рівненській області.
Прем'єра серіалу відбулася 23 листопада 2020 року на каналі «Україна», а 5 квітня 2021 року відбулася прем'єра другого сезону.
Прем'єра третього сезону відбулася 17 червня 2024 року на телеканалі «ICTV2».

## Сюжет

### Перший сезон (2020)
Героями серіалу є пожежні, піротехніки, альпіністи, кінологи, водолази, психологи і парамедики. Серіал докладніше познайомить глядачів з професією рятувальника і розповість про нелегку працю ДСНС, адже кожен раз витягаючи зі смертельної небезпеки постраждалих, кожен рятувальник насамперед ризикує власним життям.

### Другий сезон (2021)
У нових серіях «Виклику» глядачі побачать ще більше цікавих історій з життя рятувальників. Так, будуть відтворені гучні події, які вражали українців протягом кількох останніх років. Масштаби другого сезону «Виклику» дійсно вражають! Пожежі, вибухи, заміновані підвали, локальні і побутові інциденти. Так телеглядачі побачать, що відбувається в зоні ООС, як команді доводилося рятувати луганські ліси від пожеж і навіть Чорнобильску зону, що горить.

### Третій сезон (2024)
Новий сезон серіалу розповість про особисті історії рятувальників. Глядачі побачать, чим і як живуть люди, які щодня ризикують своїм життям, як приймають це їхні близькі та рідні, про що думають та мріють рятувальники поза робочими буднями. Так, наприклад, майор ДСНС Водолага, який виховувався в дитячому будинку і не знає своїх батьків, нарешті зважиться на пошуки своєї матері. Лейтенант ДСНС Макаров дізнається, що має зведену сестру. А хімік ДСНС Кисла заведе службовий роман.

## Виробництво
Зйомки першого сезону "Виклику" стартували наприкінці травня 2020 року. За цей час творча команда проєкту на чолі з режисерами Дмитром Пометневим та Євгеном Дороніним "влаштували" близько 20 пожеж та вибухів, підкорили з десяток дахів будинків, кранів, працювали на полях, у болотах та штольнях.
Зйомки другого сезону розпочалися у кінці 2020 року, другий сезон був сповнений яскравих драматичних моментів, більше розповідав про життя та переживання головних героїв.
У червні 2021 року стартували зйомки вже третього сезону унікального проєкту «Виклик» — багатосерійної картини виробництва продакшнів IVORY films і «Теле Про» на замовлення каналу «Україна» у співпраці з Державною службою України з надзвичайних ситуацій.

## У ролях
| Актор               | Роль                     |
| ------------------- | ------------------------ |
| Сергій Кучеренко    | Дмитро Лиховій           |
| Геннадій Попенко    | Геннадій Клименко «Бігі» |
| Олена Колесніченко  | Анна Булгакова (1 сезон) |
| Володимир Гончаров  | Руслан Водолага          |
| Олексій Хільський † | Шурик Шпачинський        |
| Дмитро Бурма        | Валік Шпачинський        |
| Тамара Морозова     | Юлія Люта (1 сезон)      |
| Євгенія Нечипоренко | Катерина Шевченко        |
| Михайло Кришталь    | Генерал Макаров          |
| Ярослав Шахторін    | Владислав Макаров        |
| Ірина Малигіна      | Ірина Король             |
| Роман Новак         | Скороходько «Музикант»   |
| Володимир Осадчий   | Артем Журавель           |
| Микола Грушковський | Григорій Кутовий         |
| Наталія Щука        | Ліна Козак               |
| Кирило Прокопчук    | Гліб Котик               |
| Марія Бруні         | Оксана Доля              |
| Сергій Булін        | Артем Семашко            |
| Магніт Грошовий     | Леонід Кошовий           |
| Анастасія Коршун    | Ксюша Шовкун             |
| Надія Хільська      | Анжела Кисла             |
| Ірина Складан       | Мая Ромашова             |
| Таїсія Хвостова     | Аліна                    |

## Список сезонів
| Сезон | Кількість серій | Прем'єра          | Закінчення     | Телеканал |
| ----- | --------------- | ----------------- | -------------- | --------- |
| 1     | 40              | 23 листопада 2020 | 24 грудня 2020 | Україна   |
| 2     | 40              | 5 квітня 2021     | 12 травня 2021 | Україна   |
| 3     | 40              | 17 червня 2024    | 25 липня 2024  | ICTV2     |

### 1 сезон
| № серії | Назва                       | Прем'єра          |
| ------- | --------------------------- | ----------------- |
| 1       | Жіночий день                | 23 листопада 2020 |
| 2       | Заручники метро             | 23 листопада 2020 |
| 3       | Під завалами                | 24 листопада 2020 |
| 4       | Батьки і діти               | 24 листопада 2020 |
| 5       | Стрибок у несвідомість      | 25 листопада 2020 |
| 6       | Порятунок з переслідуванням | 25 листопада 2020 |
| 7       | Швидше, вище, небезпечніше  | 26 листопада 2020 |
| 8       | Поховані живцем             | 26 листопада 2020 |
| 9       | Таємниці минулого           | 30 листопада 2020 |
| 10      | Заручники ситуації          | 30 листопада 2020 |
| 11      | Злива — пастка              | 1 грудня 2020     |
| 12      | Дорога до батька            | 1 грудня 2020     |
| 13      | Знеструмлені                | 2 грудня 2020     |
| 14      | Соломонове рішення          | 2 грудня 2020     |
| 15      | Чужі діти                   | 3 грудня 2020     |
| 16      | У капкані ревнощів          | 3 грудня 2020     |
| 17      | Під землею                  | 7 грудня 2020     |
| 18      | Тато може все               | 7 грудня 2020     |
| 19      | Свекрух не обирають         | 8 грудня 2020     |
| 20      | Зайві люди                  | 8 грудня 2020     |
| 21      | Загублені                   | 9 грудня 2020     |
| 22      | Не той ворог, що поруч      | 9 грудня 2020     |
| 23      | Зневіра                     | 10 грудня 2020    |
| 24      | Невдалий день               | 10 грудня 2020    |
| 25      | Діти не винні               | 14 грудня 2020    |
| 26      | Правда як порятунок         | 14 грудня 2020    |
| 27      | У пошуках біди              | 15 грудня 2020    |
| 28      | Характер у спадок           | 15 грудня 2020    |
| 29      | Неромантичні пригоди        | 16 грудня 2020    |
| 30      | Голова в хмарах             | 16 грудня 2020    |
| 31      | Солодке кохання             | 17 грудня 2020    |
| 32      | Небезпечні хованки          | 17 грудня 2020    |
| 33      | Правда із запізненням       | 21 грудня 2020    |
| 34      | Діти проти                  | 21 грудня 2020    |
| 35      | Адреналінова пастка         | 22 грудня 2020    |
| 36      | Капкан                      | 22 грудня 2020    |
| 37      | Невчасна правда             | 23 грудня 2020    |
| 38      | Таємні скарби               | 23 грудня 2020    |
| 39      | Острів невезіння            | 24 грудня 2020    |
| 40      | Небезпечний ремонт          | 24 грудня 2020    |

### 2 сезон
| № серії | Назва                                  | Прем'єра       |
| ------- | -------------------------------------- | -------------- |
| 1 (41)  | Домашня безпритульність                | 5 квітня 2021  |
| 2 (42)  | Розплата                               | 5 квітня 2021  |
| 3 (43)  | Вихідний із ризиком для життя          | 6 квітня 2021  |
| 4 (44)  | Другий шанс                            | 6 квітня 2021  |
| 5 (45)  | У полоні сантехніки                    | 7 квітня 2021  |
| 6 (46)  | Жадібність                             | 7 квітня 2021  |
| 7 (47)  | Екстрим на камеру                      | 8 грудня 2021  |
| 8 (48)  | Підступна легковажність                | 8 грудня 2021  |
| 9 (49)  | Друзі — вороги                         | 12 квітня 2021 |
| 10 (50) | Пастка для коханців                    | 12 квітня 2021 |
| 11 (51) | Несвяткові подарунки                   | 13 квітня 2021 |
| 12 (52) | Після локдауну                         | 13 квітня 2021 |
| 13 (53) | Битва за межу                          | 14 квітня 2021 |
| 14 (54) | Холодна страва                         | 14 квітня 2021 |
| 15 (55) | Свято печеної картоплі                 | 15 квітня 2021 |
| 16 (56) | Гріхи батьків                          | 15 квітня 2021 |
| 17 (57) | Бандити з 10-Б                         | 19 квітня 2021 |
| 18 (58) | Вигнанці                               | 19 квітня 2021 |
| 19 (59) | Самотні ігри                           | 20 квітня 2021 |
| 20 (60) | На самоізоляції                        | 20 квітня 2021 |
| 21 (61) | Не моя фортеця                         | 21 квітня 2021 |
| 22 (62) | Зірвані маски                          | 21 квітня 2021 |
| 23 (63) | Між небом і землею                     | 22 квітня 2021 |
| 24 (64) | Жертви притворств                      | 22 квітня 2021 |
| 25 (65) | Зона зараження                         | 26 квітня 2021 |
| 26 (66) | Залаштунки брехні                      | 26 квітня 2021 |
| 27 (67) | Пекельний виклик                       | 27 квітня 2021 |
| 28 (68) | Право на помилку                       | 27 квітня 2021 |
| 29 (69) | Ліки від Борі                          | 28 квітня 2021 |
| 30 (70) | Як на війні                            | 28 квітня 2021 |
| 31 (71) | В обіймах радіації                     | 29 квітня 2021 |
| 32 (72) | Фея здоров'я                           | 29 квітня 2021 |
| 33 (73) | Метал, скло і кров                     | 3 травня 2021  |
| 34 (74) | Не мій син                             | 4 травня 2021  |
| 35 (75) | Легіонер. Качок. Ворон. Комар. Боровик | 5 травня 2021  |
| 36 (76) | Пожежа у коледжі                       | 6 травня 2021  |
| 37 (77) | Під прицілом                           | 7 травня 2021  |
| 38 (78) | Пожежа на зоні                         | 10 травня 2021 |
| 39 (79) | В епіцентрі вогню                      | 11 травня 2021 |
| 40 (80) | Отруєння в тунелі кохання              | 12 травня 2021 |

### 3 сезон
| № серії  | Назва                                        | Прем'єра       |
| -------- | -------------------------------------------- | -------------- |
| 1 (81)   | Їхнє життя — постійні виклики                | 17 червня 2024 |
| 2 (82)   | Піщана буря вирує у місті                    | 17 червня 2024 |
| 3 (83)   | Аномально літня спека                        | 18 червня 2024 |
| 4 (84)   | Пошукова операція в лісі                     | 18 червня 2024 |
| 5 (85)   | Справжній бойовик із захопленням заручників  | 19 червня 2024 |
| 6 (86)   | Масштабний вибух у пекарні                   | 19 червня 2024 |
| 7 (87)   | Трагедія під час святкування Івана Купала    | 20 червня 2024 |
| 8 (88)   | Іспит, ціна якого життя                      | 20 червня 2024 |
| 9 (89)   | Зникнення доньки прокурора                   | 24 червня 2024 |
| 10 (90)  | Вибух у лікарні                              | 24 червня 2024 |
| 11 (91)  | Атака мінерів                                | 25 червня 2024 |
| 12 (92)  | Групи смерті                                 | 25 червня 2024 |
| 13 (93)  | Сільський туризм                             | 26 червня 2024 |
| 14 (94)  | Транспортний колапс                          | 26 червня 2024 |
| 15 (95)  | Небезпека вибуху                             | 27 червня 2024 |
| 16 (96)  | Незаконне будівництво призвело до катастрофи | 27 червня 2024 |
| 17 (97)  | Справжня детективна історія                  | 1 липня 2024   |
| 18 (98)  | Руйнівний буревій                            | 2 липня 2024   |
| 19 (99)  | Трагічна автокатастрофа                      | 3 липня 2024   |
| 20 (100) | Пастка нашпигована вибухівкою                | 4 липня 2024   |
| 21 (101) | Витік газу в дитячому садку                  | 8 липня 2024   |
| 22 (102) | Бомба на будівництві                         | 9 липня 2024   |
| 23 (103) | Гучна вечірка під час карантину              | 10 липня 2024  |
| 24 (104) | Вибух газопроводу                            | 11 липня 2024  |
| 25 (105) | Пожежа в пансіонаті                          | 15 липня 2024  |
| 26 (106) | Критична ситуація під час футбольного матчу  | 15 липня 2024  |
| 27 (107) | Місцеві вибори під загрозою                  | 16 липня 2024  |
| 28 (108) | Вибухівка в автобусі                         | 16 липня 2024  |
| 29 (109) | Небезпека хімічного отруєння                 | 17 липня 2024  |
| 30 (110) | Загоряння автомобіля                         | 17 липня 2024  |
| 31 (111) | Епідемія свинячої чуми                       | 18 липня 2024  |
| 32 (112) | Справжня гостросюжетна драма                 | 18 липня 2024  |
| 33 (113) | Вогонь як спосіб знищити докази              | 22 липня 2024  |
| 34 (114) | Небезпека від звичайного добрива             | 22 липня 2024  |
| 35 (115) | Драматичні наслідки автокатастрофи           | 23 липня 2024  |
| 36 (116) | Унікальні змагання працівників ДСНС          | 23 липня 2024  |
| 37 (117) | Побічні наслідки пандемії коронавірусу       | 24 липня 2024  |
| 38 (118) | Надзвичайна ситуація в училищі ДСНС          | 24 липня 2024  |
| 39 (119) | Осіння історія із запахом диму               | 25 липня 2024  |
| 40 (120) | Нещасний випадок у багатоповерхівці          | 25 липня 2024  |

## Факти про серіал
- Це перший серіал про ДСНС в Україні.
- Володимир Гончаров під час зйомок одного з епізодів зробив пропозицію своїй коханій[5].
- Під час зйомок знімальній групі та акторам довелося локалізувати пожежу  [Архівовано 11 травня 2022 у Wayback Machine.]
- У зйомках брали участь справжні автомобілі, які перебувають на балансі ДСНС.
- У масових сценах участь брали справжні рятувальники.
- У 36 серії 2 сезону було відтворено пожежу в коледжі, яка відбулася в Одесі 4 грудня 2019 року.
- Через російське вторгнення в Україну, а також закриття каналу «Україна», прем'єру третього сезону було показано на каналі ICTV2.
- Олексій Хільський виконавець ролі Шурика Шпачинського загинув 17 серпня 2023 року під час виконання бойового завдання на Запорізькому напрямку[6][7][8].